# Râul Valea Ursului, Valea Brusturetului
Râul Valea Ursului este un curs de apă, afluent al râului Valea Muierii. 